# 펜탁스 *ist DS2

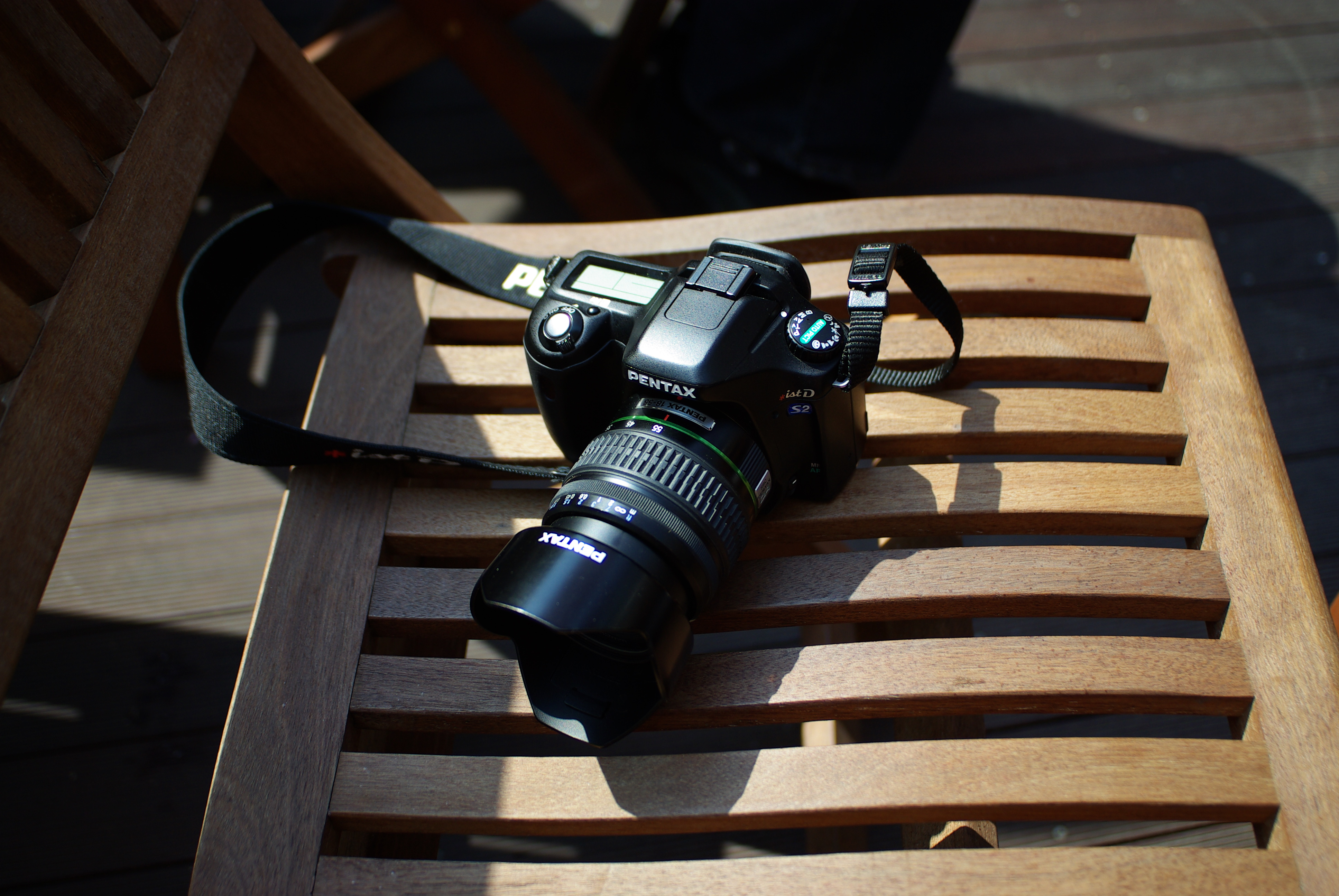
펜탁스 *ist DS2

펜탁스 *ist DS2 (영어:Pentax *ist DS2)는 펜탁스에서 2005년 8월 발표한 유효화소 610만화소의 APS-C 사이즈 CCD센서를 채용하고 있는 입문자용 디지털 SLR기종이다.
펜탁스 *ist DS의 후속작인 *ist DS2는 2.5"로 증가한 LCD의 크기를 제외하면 *ist DS와 사양이 동일하며, 후속작인 펜탁스 K100D와도 CCD 시프트식의 손떨림 방지 기능과 뷰파인더 크기의 변화를 제외하고는 큰 사양의 변화는 없다.
삼성 GX-1S는 로고를 제외하고 같은 기종이다.

## 같이 보기
- 펜탁스
- 펜탁스 *ist DS
- 펜탁스 K100D